# Sigfrid Ingrisch
Sigfrid Ingrisch, född 1949, är en tysk entomolog verksam vid Zoologisches Forschungsmuseum Alexander Koenig.
Auktorsnamnet Ingrisch kan användas för Sigfrid Ingrisch i samband med ett vetenskapligt namn inom zoologin; se Wikipedia-artiklar som länkar till auktorsnamnet.